# Marcus Caesius Verus
Marcus Caesius Verus (vollständige Namensform Marcus Caesius Marci filius Pollia Verus) war ein im 2. Jahrhundert n. Chr. lebender Angehöriger der römischen Armee. Durch eine Inschrift, die in der Nähe von Comana Pontica gefunden wurde, ist seine militärische Laufbahn bekannt.
Verus begann seine militärische Laufbahn als einfacher Soldat in der Cohors IX praetoria der Prätorianergarde in Rom. Er diente 16 Jahre (militavit […] annis XVI) in der Einheit und wurde in dieser Zeit zum Tubicen und Optio ad carcerem befördert. Danach diente er 7 Jahre als Evocatus (militavit evocatus annis VII), bevor er zum Centurio in der Legio V Macedonica befördert wurde (centurio factus est). In der Legion erreichte er den Rang eines Hastatus posterior.
Seine Dienstjahre (stipendia) sind in der Inschrift ein zweites Mal angegeben: 16 Jahre als Soldat (caligata XVI), 7 Jahre als Evocatus (evocativa VII) und 4 Jahre als Centurio (centurionica IIII). Er diente insgesamt 27 Jahre in der Armee (militavit annis XXVII) und starb im Alter von 41 Jahren (vixit annis XXXXI); Verus war demnach im Alter von 14 Jahren in die Prätorianergarde eingetreten.
Die Legio V Macedonica hatte ihr Hauptlager im 1. Jhd. in Oescus in der Provinz Moesia und im 2. Jhd. in Troesmis in der Provinz Moesia inferior. Sie nahm im 1. Jhd. am Feldzug des Gnaeus Domitius Corbulo in Armenien um 62/66 teil, im 2. Jhd. am Partherkrieg von Trajan um 115/117 und am Partherkrieg des Lucius Verus um 161/166. Verus starb vermutlich entweder während des Partherkriegs von Trajan oder im Laufe des Partherkriegs von Lucius Verus.
Verus war in der Tribus Pollia eingeschrieben und stammte aus Pollentia, dem heutigen Pollenzo. Die Inschrift wurde von seinen beiden Freigelassenen Marcus Caesius Atimetus und Marcus Caesius Limen, die als Erben eingesetzt wurden, gemäß seinem Testament errichtet.